# Vágó csík
A vágó csík (Cobitis taenia) a sugarasúszójú halak (Actinopterygii) osztályának a pontyalakúak (Cypriniformes) rendjébe, ezen belül a csíkfélék (Cobitidae) családjába tartozó faj.
A Cobitis halnem típusfaja.

## Tájnyelvi elnevezései
Tájnyelvben, például Erdélyben pinavágónak vagy pinarágónak — utóbbi néven még Velence községben is — Nagy-Dobronyban pinanyalónak, Berettyó-Ujfaluban ezzel szemben pinareszelő néven ismerik.

## Előfordulása
Európában  és Ázsiában honos. Iszapos aljzatú, tiszta álló- és folyóvizek, dombvidéki patakok lakója.

## Megjelenése
A testhossza 8–10 cm, legfeljebb 12 centiméter. Feje kicsi, orra hosszú és domború, a hegye tompán lekerekített, teste nyúlánk, oldalról szalagszerűen összenyomott.

## Életmódja
Apró, fenéklakó gerinctelen szervezetekkel táplálkozik, de szerves törmeléket is fogyaszt. Alkonyatkor indul táplálékot keresni, a nap többi részben a homokba ássa magát vagy kövek alá rejtőzik.

## Szaporodása
Szaporodása szezonális, áprilistól júniusig tart, ragadós ikráit a sekély vízben kövekre vagy növényekre rakja.